# Tutti insieme noi guardiam Bim Bum Bam/Four e Giorgia Ciao Ciao
Tutti insieme noi guardiam Bim Bum Bam/Four e Giorgia Ciao Ciao è un singolo pubblicato su 45 giri dalla Five Record nel 1986.

## Descrizione
La canzone Tutti insieme noi guardiam Bim Bum Bam è cantata da Paolo Bonolis, Manuela Blanchard e il pupazzo Uan (Giancarlo Muratori), la mascotte ufficiale di Italia 1. Questa sigla utilizza i giri di basso elettrico all'inizio e soprattutto prima del ritornello. Durante le prime tre strofe si parla rispettivamente di predatori, che hanno una piccola minacciosa canoa da far scendere il fiume, degli accaniti cacciatori di una giungla misteriosa, che rinunciano a sparare, del campo degli indiani dove c'è una brutta aria di tempesta e devono smettere di lottare, degli astronauti che partono per la luna, ma anche di una tuta luccicante. Invece la canzone Four e Giorgia Ciao Ciao è cantata da Giorgia Passeri e il pupazzo Four (Pietro Ubaldi), mascotte di Rete 4.
Queste due canzoni sono scritte da Alessandra Valeri Manera su musica e arrangiamento di Augusto Martelli. Entrambe vedono la partecipazione dei Piccoli Cantori di Milano diretti da Niny Comolli e Laura Marcora. Vengono inserite nell'album Fivelandia 4, del 1986. 
I brani sono stati ripubblicati in formato digitale sulle piattaforme streaming nel 2018.